# Halo (ascensor)
El Halo es una infraestructura civil de la ciudad de Vigo, inaugurada el 16 de febrero de 2024, que une la calle de Serafín Avendaño con la estación intermodal de trenes y autobuses.

## Características
Parte desde el centro comercial Vialia, pasa sobre la autopista AP-9 y contiene dos ascensores, evitando un rodeo de aproximadamente 2 kilómetros. La estructura cuenta con dos cabinas de 2,73 metros cuadrados y una capacidad para 17 personas cada una.
Los trabajos de su construcción se prolongaron durante 16 meses y tuvo un presupuesto de 15,8 millones de euros. Se trata de un ascensor panorámico, translúcido, que salva 50 metros en unos 30 segundos. Dispone de cuatro aerogeneradores que permiten a los ascensores funcionar como elementos autosuficientes.
Además de su función como ascensor, el Halo se presenta como un mirador de la ciudad con vistas a la Ría de Vigo.

## Sucesos
El 7 de febrero de 2024, antes de su inauguración, un hombre de 31 años se suicidó lanzándose desde el Halo. Después de la inauguración, el 22 de febrero, un joven de 21 años falleció del mismo modo.

## Reconocimientos

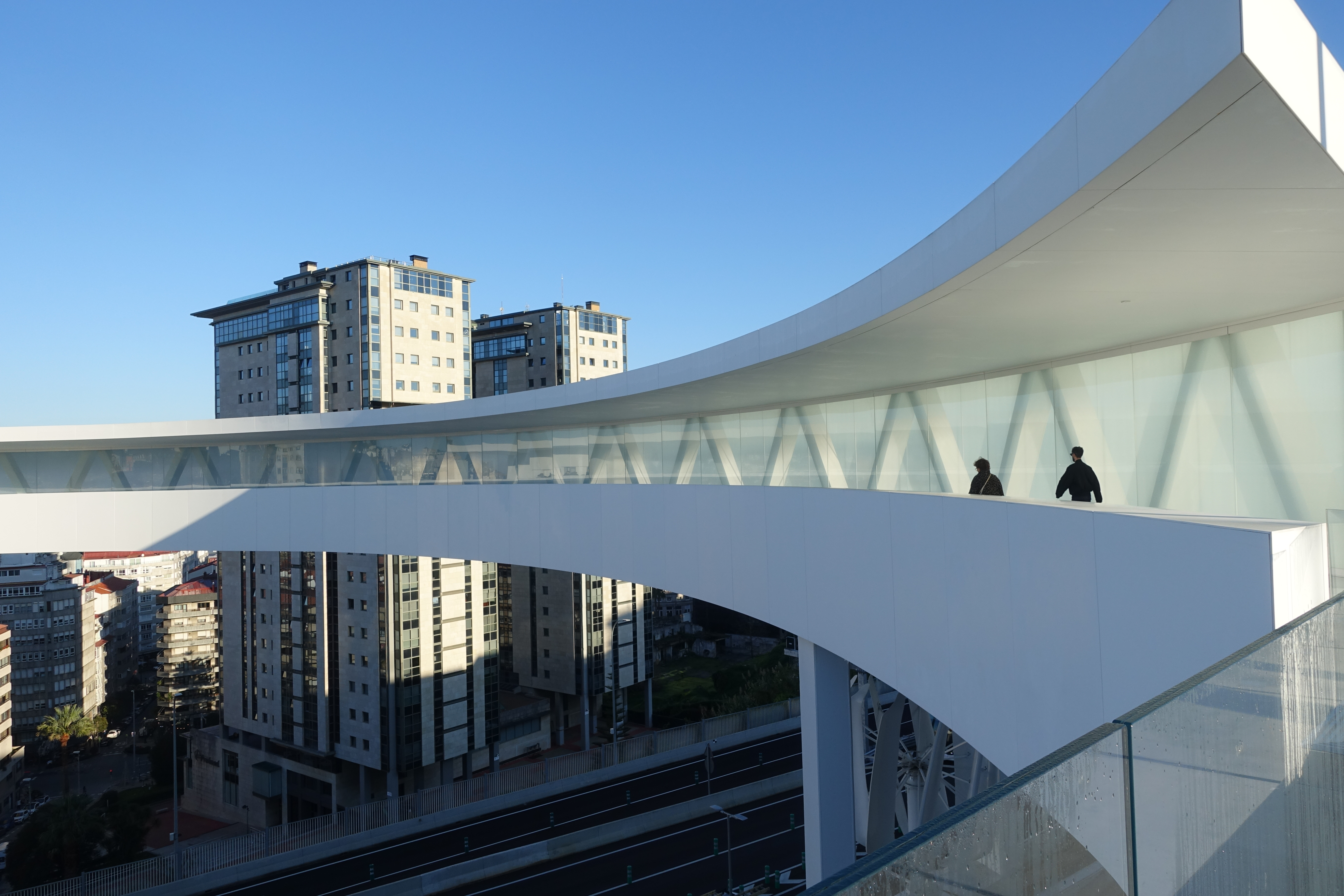
Pasarela del Halo en su parte superior.

Esta infraestructura ha obtenido un amplio reconocimiento a tanto nivel nacional como internacional, habiendo acumulado hasta seis premios. Entre otros de sus logros, el Halo obtuvo el primer premio en los Loop Design Awards 2021 en la categoría de arquitectura no construida, cuya ceremonia tuvo lugar en Lisboa. Asimismo, en el año 2024 recibió cuatro reconocimientos adicionales: el Premio Porcelanosa al proyecto más innovador, entregado en Madrid; el AMP 2024-The Architecture Master Prize, recogido en Los Ángeles; el Archilover Magazine, fallado en Italia; y nuevamente los Loop Design Awards 2024, cuya gala se celebró en Lisboa.
En mayo de 2025, el Halo recibió el Premio Acueducto de Segovia, galardón bienal concedido por el Colegio de Ingenieros de Caminos, Canales y Puertos en colaboración con la Fundación Caminos de España. El premio, otorgado conjuntamente al Centro Comercial Vialia de Vigo, reconoce su movilidad, sostenibilidad y regeneración urbana. La candidatura fue presentada por Ferrovial.